# Варшава-Ракув
Варшава-Ракув (пол. Warszawa Raków) — зупинний пункт польської залізниці, розташований за зупинним пунктом Варшава-Єрусалимські Алеї у напрямку WKD. Обслуговує приміські маршрути.
На 2018 рік пункт обслуговував 700–1000 пасажирів на добу.
| Лінія | Маршрут | Інтервал  |
| ----- | --- | --------- |
| WKD   | Варшава-Середмістя WKD — Варшава-Ракув — Прушкув WKD — Подкова-Лесьна Головна — Гродзиськ-Мазовецький Радоньська | 15/60 хв. |
| WKD   | Варшава-Середмістя WKD — Варшава-Ракув — Прушкув WKD — Подкова-Лесьна Головна — Мілянувек-Грудув                 | 30/60 хв. |

## Станція
Пункт обладнаний двома бічними платформами, що лежать на протилежних сторонах віадуку, де розміщені лавки, дошки із назвою пункту та розкладом руху та лампи освітлення. Дістатися до платформ можна з віадуку з вул. Лопушанської сходами (з пандусами) та входами з вул. Краков'яків та Призмати. Зупинний пункт обслуговує сполучення в напрямку Варшави (платформа 1) та в напрямку Гродзиська-Мазовецького (платформа 2). На зупинці є два автомати для продажу квитків.

## Напрямки сполучення
- Гродзиськ-Мазовецький Радоньська
  - 31 поїзд у будні дні (крім липня та серпня)
  - 28 поїздів у будні дні липня та серпня
  - 22 поїзди по суботах, неділях та святкових днях
- Коморув
  - 8 поїздів у будні дні (крім липня та серпня)
- Мілянувек-Грудув
  - 16 поїздів у будні дні
  - 15 поїздів по суботах, неділях та святкових днях
- Подкова-Лесьна Головна
  - 7 поїздів у будні дні (крім липня та серпня)
  - 3 поїзди у будні дні липня та серпня
- Варшава-Середмістя WKD
  - 63 поїзди у будні дні (крім липня та серпня)
  - 48 поїздів у будні дні липня та серпня
  - 37 поїздів по суботах, неділях та святкових днях
- Щоденно обслуговується:
  - 125 поїздів у будні дні (крім липня та серпня)
  - 95 поїздів у будні дні липня та серпня
  - 74 поїзди по суботах, неділях та святкових днях.